# New York Liberty 2007
La stagione 2007 delle New York Liberty fu l'11ª nella WNBA per la franchigia.
Le New York Liberty arrivarono quarte nella Eastern Conference con un record di 16-18. Nei play-off persero la semifinale di conference con le Detroit Shock (2-1).

## Roster
| N° | Naz.                   | Ruolo | Sportivo            | Anno | Alt. | Peso |
| -- | ---------------------- | ----- | ------------------- | ---- | ---- | ---- |
| 2  | Israele (bandiera)     | G     | Shay Doron          | 1985 | 175  | 66   |
| 3  | Stati Uniti (bandiera) | A     | Tiffany Jackson     | 1985 | 191  | 84   |
| 4  | Stati Uniti (bandiera) | C     | Janel McCarville    | 1982 | 188  | 93   |
| 5  | Stati Uniti (bandiera) | G     | Erin Thorn          | 1981 | 178  | 68   |
| 10 | Stati Uniti (bandiera) | G     | Sherill Baker       | 1982 | 173  | 57   |
| 20 | Stati Uniti (bandiera) | GA    | Shameka Christon    | 1982 | 185  | 79   |
| 21 | Stati Uniti (bandiera) | G     | Loree Moore         | 1983 | 175  | 75   |
| 22 | Stati Uniti (bandiera) | A     | Ashley Battle       | 1982 | 183  | 83   |
| 24 | Germania (bandiera)    | AC    | Martina Weber       | 1982 | 196  | 91   |
| 30 | Stati Uniti (bandiera) | G     | Lindsay Bowen       | 1983 | 170  | 66   |
| 33 | Stati Uniti (bandiera) | A     | Cathrine Kraayeveld | 1981 | 193  | 82   |
| 40 | Stati Uniti (bandiera) | G     | Lisa Willis         | 1984 | 180  | 77   |
| 50 | Stati Uniti (bandiera) | C     | Jessica Davenport   | 1985 | 196  | 98   |
| 54 | Stati Uniti (bandiera) | A     | Barbara Farris      | 1976 | 191  | 88   |

## Staff tecnico
- Allenatore: Pat Coyle
- Vice-allenatori: Nick DiPillo, Bruce Hamburger